# 伊東祐永
伊東 祐永（いとう すけなが）は、江戸時代中期の大名。日向国飫肥藩の第6代藩主。

## 略歴
元禄2年（1689年）6月11日（または元禄4年（1691年））、伊東祐信の子として生まれる。第5代藩主・伊東祐実の甥で養子・祐崇が病弱を理由に廃嫡された後、代わって養子となり、祐崇の娘を正室に迎え飫肥藩世嗣となる。
正徳4年（1714年）4月29日、養父・祐実の隠居により家督を継いだ。この頃になると藩財政が逼迫しており、享保3年（1718年）に祐永は厳しい倹約令を出すなどの藩政改革を行なったが、城下町で火事が起こって212戸を全焼するなどの大被害を受け、ますます財政悪化が進んだ。
元文4年（1739年）正月14日、51歳で死去。家督は9男・祐之が継いだ。

## 系譜
父母
- 伊東祐信（実父）
- 稲村氏（実母）
- 伊東祐実（養父）

正室
- 伊東祐実の養女 - 伊東祐崇の娘

側室
- 井上氏

子女
- 伊東祐隆（三男）生母は井上氏（側室）
- 伊東祐房（五男）
- 伊東祐順（七男）
- 伊東祐之（九男）生母は正室
- 狩野、於秀（十一女） - 九鬼隆邑正室
- 伊東祐恵室